# Екатерининское училище (Рига)
Екатерининское училище — первое рижское учебное заведение с русским языком обучения.

## История
В конце 1788 года четверо молодых людей — Андрей Владиславлев, Василий Красновский, Семен Войташевский, Иван Яновский — доставили в Ригу из Санкт-Петербурга обоз с книгами и другими школьными принадлежностями на сумму почти в тысячу рублей (в то время на эти деньги можно было купить пару домов в предместье). Обоз предназначался для школы, к которой также проявило «ревностное участие» рижское русское купечество, добровольно собравшее на её нужды тысячу рублей.
Решение об основании в столичном городе Лифляндской губернии училища с интенсивным обучением на русском языке было принято российской самодержицей Екатериной II 3 ноября 1788 года, оно начало работать 7 февраля 1789 года как элементарная школа повышенного типа. Учебное заведение получило название именно в честь государыни-императрицы, ратовавшей за повсеместное развитие образования на территории страны. В 1789 году, в момент основания, было сформулировано официальное название школы: Главное народное училище императрицы Екатерины.
Первые занятия шли в арендованных помещениях, а 22 сентября 1790 года было освящено новое здание, построенное для школы неподалёку от Никольской церкви и русского купеческого Гостиного двора.
Основатели училища в Риге жили в нужде. Историк училища М. П. Бутырский писал, что Владиславлев и Красновский вынуждены были подрабатывать, а Яновский просто бедствовал. 17 апреля 1792 года от тяжелой болезни в возрасте 23 лет умер Семен Войташевский.
Изначально училище должно было обучать сыновей русских чиновников, купцов и ремесленников, которых в первые годы набиралось 70-80 человек. На деле в эту школу брали детей и крестьян, и солдат. К 1812 году количество учеников достигло 120, среди них были и девочки.
Обучаться в училище необходимо было четыре года. Как элементарная школа с дополнительной учебной нагрузкой Екатерининское училище функционировало до 1804 года, когда по Российской империи с лёгкой руки Александра I прокатилась первая волна реформ в области народного просвещения. Преобразования в этой сфере коснулись и Екатерининской элементарной школы, которая превратилась в уездное училище. Исходя из нового статуса, основной задачей Екатерининского уездного училища стала подготовка учащихся к поступлению в учебные заведения гимназического типа.
После пожара 1812 года, уничтожившего школьное здание, русские купцы арендовали для неё частный дом. Пожертвование на русское учебное заведение сделал и директор местной немецкой школы Август Альбанус — пастор, педагог и журналист.
В начале 1820-х годов программа Екатерининского уездного училища была несколько сужена и приспособлена под образовательную модель классической элементарной школы с двухлетним сроком обучения. Подобное изменение статуса практически не повлияло на всё возраставшую популярность учебного заведения среди жителей Риги и остальных лифляндских городов.
С 1821 года, когда здание училища было отстроено взамен сгоревшего при пожаре 1812 года, там работали школьный инспектор Гавриил Тверитинов, его тесть, учитель точных наук Яков Павловский и учитель немецкого языка Адам Ромингер. Часто болеющего Павловского замещал православный священник Василий Фазанов, чьей основной работой было преподавание (безвозмездно) Закон Божьего. Для подготовки к общим занятиям детей по арифметике, чтению и письму в 1824 году был принят на работу учитель Яков Фёдоров, который также заменял часто болеющего Ромингера. Фёдоров занимался с детьми на общественных началах по 6 уроков в неделю, «движимый единою ревностию к общественной пользе» и желанием «излишне обремененных господ учителей».
Тверитинов, несмотря на скудость средств, смог создать в училище обширную библиотеку, минералогический кабинет, приобрести глобус, микроскоп, географические карты и другие учебные пособия.
В 1845 году в Ригу был направлен выпускник Дерптского университета Роман Лунин, которого через год назначили смотрителем (директором) училища. Он добился прекрасных результатов в работе школы. Так, в 1865 году инспектор Шиллинг по результатам проведённой проверки школы написал: «Русское уездное училище по описанному своему устройству и необыкновенным успехам учащихся может послужить образцом..».
В соответствии с Высочайше утвержденным 5 ноября 1877 года решением Государственного совета Рижское уездное училище с 1 июля 1878 года преобразовано в четырехклассное городское, работающее по утверждённым 31 мая 1872 года положениям и штатам.
Важными изменениями в учебном процессе были такие:
1. при обучении на русском языке введено преподавание немецкого, а также Закона Божьего для лютеран и католиков из специальных средств училища;
2. предметное обучение вместо классного;
3. служебные права принимаемых на работу учителей утверждаются после сдачи экзамена на звание преподавателя городского училища;
4. учитель немецкого языка получает жалование и условия работы аналогично учителям пения и гимнастики;
5. училище переходит в подчинение директора рижской Александровской гимназии.

Теперь главным предназначением городского училища было обеспечение начального образования. Помимо этого, к вящей радости представителей ремесленного сословия, программа была несколько расширенной — Екатерининское городское училище давало практические навыки для детей ремесленников и чиновников низшего ранга.
В 1889 году, в дни празднования столетия училища, его выпускники собрали 550 рублей на стипендии ученикам, а вдова купца Камарина выделила 500 рублей на стипендию имени Павла и Андрея Камариных. Третье кредитное общество вручило руководству училища облигацию стоимостью в тысячу рублей для учреждения двух стипендий имени Екатерины Великой.
Наконец, в 1913 году в очередной и уже в последний раз в своей продолжительной и насыщенной истории Екатерининское учебное заведение подверглось преобразованию, которое, пожалуй, произвело его в разряд одного из самых престижных учебных заведений Риги. Речь идёт о присвоении ему статуса Высшего народного училища (к которому по традиции прибавлялся эпитет Екатерининское).

## Здания
Существовало несколько зданий, в которых располагалось это прогрессивное учебное заведение (также единожды школа поменяла своё местоположение).
Первое, небольшое двухэтажное здание с элегантной мансардой, симметричное, правильной изящной планировки, не дошедшее до наших дней (поскольку сгорело в огне опустошительного рижского «пожара тревоги» 1812 года), располагалось на пересечении современных улиц Эмилии Беньямин и Вилхелмса Пурвитиса, как раз напротив современной православной Церкви Благовещения Богородицы, главного православного храма для жителей Московского форштадта (адрес этого участка ныне — ул. Эмилии Беньямин, 7, на этом месте находится отделение полиции Латгальского предместья Риги). Это здание было окружено садом. Собственно говоря, официальное разделение территории за городом-крепостью на форштадты-предместья и окончательное формирование русского Московского предместья в середине 80-х годов XVIII века повлияло на открытие школы именно в этом здании, отстроенном с применением некоторых стилевых принципов гражданского классицизма, получившего чрезвычайно широкое распространение во многих европейских городах.
После пожара предместий Риги в 1812 году училище осталось без помещения. Благодаря настойчивым хлопотам его директора Гавриила Алексеевича Тверитинова при поддержке генерал-губернатора Филиппа Паулуччи удалось получить от города участок земли на Романовке. На постройку здания по проекту губернского архитектора Христиана Брейткрейца выделили 17 тысяч рублей серебром.
Второе здание на этом же месте было построено в 1820-1821 годах, но оно было меньше прежнего, с маленьким садиком для нужд учителей и их семей. Школа оказалась в центре бедного рабочего городского квартала. На первом этаже здания были устроены просторный зал и два класса, а также две квартиры для учителей. Ещё одна квартира для учителей находилась в мезонине.
К концу XIX века здание успело несколько устареть, поэтому к 1889 году было открыто новое, более вместительное и современное здание, расположившееся по адресу улица Романовская, 53 (современная улица Лачплеша). Это здание дошло до наших дней, однако Екатерининское училище в нём более не существует. В процессе широкомасштабной эвакуации после начала Первой мировой войны памятников, обладавших культурно-исторической ценностью, крупных промышленных объектов и предприятий, а также учебных заведений, Екатерининскую школу с практически полуторавековой историей закрывают, и более она не возобновляет своей деятельности.

## Руководители
- 1811—1842: Тверитинов, Гавриил Алексеевич (1789—1853)[3].
- 1846—1870: Лунин, Роман.